# Peder Kragh
Peder Kragh (* 20. November 1794 in Gimming; † 25. März 1883 in Øsby) war ein dänischer Missionar in Grönland und Pastor.

## Leben
Peder Kragh war der Sohn des Hofbesitzers Michael Kragh (um 1755–1832) und seiner Frau Kirstine Pedersdatter (1767–1808). Er besuchte ab 1804 Hems Borgerskole in Randers und ab 1806 die dortige Lateinschule, die er 1813 mit der Hochschulreife verließ. Anschließend studierte er Theologie an der Universität Kopenhagen, wo er 1813 das examen artium, 1814 das philologisch-philosophische Examen und am 8. Oktober 1817 das theologische Amtsexamen ablegte. Er wollte ursprünglich Missionar in Indien werden, entschied sich dann aber für Grönland, nachdem er die Schriften der Familie Egede gelesen hatte, und besuchte deswegen bereits seit April 1817 das Grönländische Seminarium. Am 11. Februar 1818 wurde er zum Missionar in Aasiaat ernannt und am 13. März ordiniert. Er reiste im Mai 1818 ab und erreichte Grönland im August. Am 20. August 1819 heiratete er in Ilulissat Anne Marie Lidemark (1797–1836), Tochter des dänischen Kolonialverwalters Caspar Gottlieb Lidemark (1758–1797) und seiner grönländischen Frau Eleonora Dorf (1770–1837). Peder Kragh galt als äußerst tüchtiger Missionar, der in seinem Kolonialdistrikt Egedesminde viel herumreiste. Er stellte den Kontakt zur 1821 neugegründeten Dänischen Missionsgesellschaft her, die 1828 die Kirche in Qaqortoq stiftete. 1825 und 1827 unternahm er Reisen nach Upernavik und veranlasste die Wiederaufnahme der Handels- und Missionsaktivitäten dort, die 1789 abgebrochen worden waren. Peder Kragh übersetzte zudem mehrere religiöse Werke ins Grönländische. Dazu gehörten ein großer Teil des Alten Testaments, das Andachtenbuch von Wilhelm Andreas Wexels, der religiöse Roman Røsten i ørkenen von Bernhard Severin Ingemann und eine zweibändige Predigtensammlung, die noch bis Anfang des 20. Jahrhunderts in Grönland benutzt wurde. Ein grönländisch-dänisches Wörterbuch konnte er nicht fertigstellen.
Im Juli 1828 kehrte Peder Kragh nach verhältnismäßig kurzer Wirkungszeit nach Dänemark zurück, wo er im folgenden Monat ankam, und wurde im am 14. Januar 1829 zum Pastor im Gjerlev Sogn und im Enslev Sogn ernannt. Am 7. September 1836 heiratete er in Gerlev Maren Koch (1810–1879), Tochter des Parzellisten und Schmieds Christian Jørgen Koch (1764–1848) und seiner Frau Ulrika Antonette Kjærgaard (1772–1824). Am 2. Oktober 1838 wechselte Peder Kragh als Pastor ins Lintrup Sogn und Hjerting Sogn. Am 30. März 1850 wurde er Pastor im Øsby Sogn. Nach dem Deutsch-Dänischen Krieg 1864 fiel sein Sogn an Preußen, wobei er jedoch im Amt blieb. Anlässlich seines 50. Amtsjubiläums erhielt er 1868 das Ritterkreuz des Roten Adlerordens und 1878 den Kronen-Orden III. Klasse. 1880/81 wurde er im Alter von 86 Jahren pensioniert und starb zwei Jahre später 88-jährig an seiner letzten Wirkungsstätte.

## Werke (Auswahl)
- 1829: Underretning for Jordemødre i Grønland (grönländische Übersetzung, Lerche)
- 1829: Zwölfprophetenbuch und Buch Daniel (grönländische Übersetzung)
- 1830: 21 kleine religiöse Traktate auf Grönländisch
- 1832: 2. Buch Mose, 5. Buch Mose, Buch Hiob, Buch Esra, Buch Nehemia, Buch Ester und Buch Ruth (grönländische Übersetzung)
- 1833: 27 grönländische Predigten
- 1836: Buch Josua, Buch der Richter, 2. Buch Samuel und 2. Buch der Könige (grönländische Übersetzung)
- 1837: Hans Egedes Aftensamtaler med sine Disciple (Herausgeber, Dänisch und Grönländisch)
- 1839: Erkarsautigirseksoet sillarsoarmik (grönländische Übersetzung von Om Himmellegemerne, Georg Frederik Ursin)
- 1839: Okalluhtualiæt (grönländische Übersetzung von Nogle Samtaler, Fabler og Smaafortællinger, Rasmus Jensen Brandt)